# Gamarthe
Gamarthe é uma comuna francesa na região administrativa da Nova Aquitânia, no departamento dos Pirenéus Atlânticos. Estende-se por uma área de 9,55 km². Em 2010 a comuna tinha 132 habitantes (densidade: 13,8 hab./km²).